# Orthetrum monardi
Orthetrum monardi – gatunek ważki z rodziny ważkowatych (Libellulidae).